# Angelo Paredi
Angelo Paredi (Canzo, 17 agosto 1908 – Milano, 7 aprile 1997) è stato un religioso, storico e bibliotecario italiano.

## Biografia
Ordinato sacerdote per l'arcidiocesi di Milano nel 1931, conseguì le lauree in teologia (1931) e in lettere (alla Cattolica, 1934) e fu docente di lettere nei collegi arcivescovili. Nominato dottore della Biblioteca ambrosiana nel 1951, ne fu prefetto per 17 anni (1967-1984).
La sua prefettura si distinse per una particolare ricchezza di iniziative tese alla conoscenza, fruizione e valorizzazione del patrimonio dell'Ambrosiana, che si concretizzarono in rinnovate catalogazioni di fondi e raccolte, mostre, iniziative editoriali. Tra i cataloghi realizzati, quelli dei codici miniati (Renata Cipriani), dei manoscritti ebraici (Aldo Luzzatto) e arabi (Oscar Löfgren, Renato Traini), degli incunaboli (Felice Valsecchi, lettera A); venne anche pubblicata l'edizione anastatica del catalogo dei manoscritti compilato nel XIX secolo da Antonio Ceruti (5 volumi). Riguardo ai fondi non librari, particolare attenzione fu dedicata alla copiosa raccolta di disegni, completamente riordinata e sistemata in custodie più sicure e oggetto di mostre monografiche, ciascuna corredata di catalogo editoriale (nove tra il 1966 e 1982, l'ultimo riguardante Leonardo e l'Ambrosiana); dei disegni fu inoltre avviato nel 1982 un catalogo informatico, diretto dal Medieval Institute dell'Università di Notre Dame e curato da R. Coleman. Anche la ricca raccolta di pergamene fu oggetto di valorizzazione con la trascrizione elettronica del catalogo a suo tempo curato da A. Bianchi, con possibilità di interrogazione e ricerca dei dati. Come prefetto dell'Ambrosiana, direttamente coinvolta nell'impresa, il Paredi fece parte del Comitato direttivo per l'edizione bilingue dell'opera omnia di sant'Ambrogio, avviata nel 1974 in occasione del sedicesimo centenario della sua nomina a vescovo di Milano. Queste e altre iniziative resero l'Ambrosiana oggetto di una rinnovata attenzione, anche internazionale, e furono preludio al suo radicale restauro e rinnovamento realizzato sotto la prefettura di Gianfranco Ravasi.
Uomo di vasta cultura e solida preparazione scientifica, ebbe molteplici interessi, testimoniati dalla sua copiosa bibliografia, pubblicata dopo la sua morte da Cesare Pasini. Tra le sue opere meritano menzione particolare gli studi su sant'Ambrogio, di cui tratteggiò specialmente la dimensione politica, sul rito ambrosiano e sulla Biblioteca ambrosiana con annessa pinacoteca. 
La sua biografia di Sant'Ambrogio, uscita nel 1941 e di cui vennero realizzate varie edizioni e versioni, è stata tradotta in inglese e apprezzata in tutto il mondo. Paredi viene citato come il grande fautore della riscoperta, tuttora in auge, del Padre milanese della Chiesa nella seconda metà del Novecento, poiché mostrò l'attualità della sua figura, paragonando le difficoltà della civiltà contemporanea a quelle dell'epoca di Ambrogio.
La sua instancabile attività scientifica ottenne prestigiosi riconoscimenti: fu consigliere e anche vicepresidente del Centro nazionale di studi manzoniani, socio dell'Ente Raccolta Vinciana, corresponding fellow della Medieval Academy of America, socio corrispondente dell'Accademia di scienze e lettere dell'Istituto Lombardo di Milano; fu insignito delle medaglie d'oro del Comune e dell'Amministrazione provinciale di Milano; gli fu assegnato il Premio Carlo Porta dall'Ordine nazionale autori e scrittori. Nel 1971 ricevette la laurea honoris causa dall'Università di Notre Dame.
Nel 1978 fu tra i fondatori dell'Associazione dei bibliotecari ecclesiastici italiani, di cui fu il primo presidente, dal 1978 al 1989.
Cessata la sua prefettura, Paredi restò a Milano dove continuò le sue ricerche e pubblicazioni, fino alla morte.

## Opere
- Due sacramentari ambrosiani, 1934
- Thomas Hardy, poeta: saggio d'interpretazione, 1937
- I prefazi ambrosiani, 1937
- Thesavrvs - Grammatica Latina con esercizi di Sintassi, Stilistica e Metrica per Scuole Medie Superiori, 1949, 1956, 1966
- La Rotonda del Pellegrini, 1950
- Sant'Ambrogio e la sua età, 1941, 1960, 2015
- La biblioteca del Pizolpasso, 1961
- Sacramentarium bergomense, 1962
- Vita e meriti di S. Ambrogio, 1964
- Saint Ambrose: his life and times, 1964
- Il Tesoro del Duomo di Monza, 1966
- Vita di S. Ambrogio, 1973, 1999
- Politica di S. Ambrogio, 1973
- Sant'Ambrogio nell'arte del Duomo di Milano, 1973
- Ambrogio uomo politico, 1973
- Il battistero ambrosiano di San Giovanni alle Fonti, 1974
- Ambrogio nel XVI centenario della sua elezione popolare a vescovo di Milano (374/1974), 1975
- Miniature altomedievali lombarde, 1978
- Idea di Thomas More, 1978
- 5000 proverbi e motti latini. Flores sententiarum, Hoepli, 1979
- Storia dell'Ambrosiana, 1981
- A History of the Ambrosiana, 1983
- L'antica villa Mirabello Sede della casa di lavoro e patronato dei ciechi di guerra di Lombardia, 1985
- Sant'Ambrogio. L'uomo, il politico, il vescovo, 1985
- Agostino a Milano. Il battesimo. Agostino nelle terre di Ambrogio, 1987
- Vita di Sant'Agostino, 1989
- Storia del rito ambrosiano, 1990
- La Beata Giuliana da Busto Arsizio, 1992
- Il beato Bernardino de Busti, 1993